# Rače-Fram
Rače-Fram es un municipio de Eslovenia, situado en el este del país, en la región estadística del Drava y región histórica de Baja Estiria. El municipio tiene dos capitales de las que toma el nombre, Rače y Fram, aunque la administración municipal tiene su sede en Rače.
En 2018 tiene 7247 habitantes.
El municipio se ubica unos 10 km al sur de la ciudad de Maribor y por aquí pasan la autovía y el ferrocarril que unen dicha ciudad con la capital nacional Liubliana. Estas vías de comunicación separan las dos capitales municipales, quedando Rače al este y Fram al oeste. El término municipal se extiende desde la llanura del río Drava en el este hasta los montes Pohorje en el oeste.

## Localidades
El municipio comprende las localidades de Brezula, Fram (una de las dos capitales municipales), Ješenca, Kopivnik, Loka pri Framu, Morje, Planica, Podova, Požeg, Rače (la otra capital municipal), Ranče, Spodnja Gorica, Šestdobe y Zgornja Gorica.